# تاريخ صربيا

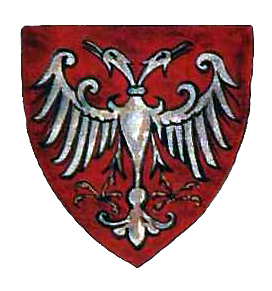

جمهورية صربيا في البلقان الوسطى، تحدها من الشمال المجر إلى الشرق من رومانيا وبلغاريا إلى الجنوب من جمهورية مقدونيا وجمهورية كوسوفو، وإلى الغرب من كرواتيا والبوسنة والجبل الأسود.
مجال 88,361 كم مربع صربيا ويبلغ عدد سكانها 7 ملايين نسمة نصفهم تقريبا يعيش في العاصمة بلغراد وضواحيها، بلد غير ساحلي صربيا ليس لديها منفذ المياه بعد فصل من جمهورية الجبل الأسود في عام 2006، الديانة الرسمية في صربيا هي المسيحية الأرثوذكسية وكانت مدعومة من قبل معظم السكان من الأقلية مسلم في صربيا اليوم الوطني هو 15 فبراير ويتميز إقليم في صربيا من الحكم الذاتي فويفودينا في الشمال.
يشمل تاريخ صربيا التطور التاريخي الخاص بصربيا وبدولها السالفة منذ أوائل العصر الحجري حتى الدولة الحالية، ويشمل أيضاً التطور الخاص بالشعب الصربي والمناطق التي حكمها تاريخيًا. اختلف امتداد الحكم والاستيطان الصربيين إلى درجة كبيرة خلال العصور، ونتيجة لذلك، تنوع على النحو نفسه تاريخ صربيا فيما ينطوي عليه.
استوطن السلافيون مناطق البلقان في القرنين السادس والسابع، ونشأت عن ذلك الإمارة الصربية الأولى لسلالة فلاستيميروفيتش. تطورت الإمارة إلى الإمارة العظمى بحلول القرن الحادي عشر، وفي عام 1217 تأسست المملكة والكنيسة القومية (الكنيسة الصربية الأرثوذكسية) في ظل سلالة نيمانجيتش. تأسست الإمبراطورية الصربية في عام 1345: وامتدّت على جزء كبير من البلقان. ضمّت الدولة العثمانية صربيا في عام 1450.
اختفت الممالك الصربية بحلول منتصف القرن السادس عشر، فقد مزقتها العداءات الداخلية واجتاحها الغزو العثماني. شهِد نجاح الثورة الصربية ضد الحكم العثماني عام 1817 ولادة إمارة صربيا، التي حققت استقلالًا فعليًا عام 1867 ونالت في النهاية اعتراف القوى العظمى في مؤتمر برلين 1878. بصفتها منتصرًا في حروب البلقان 1912-1913، استعادت صربيا فاردار مقدونيا وكوسوفو وراسكا (صربيا القديمة). في أواخر عام 1918 أعلن إقليم فوجفودينا انفصاله عن المجر والنمسا ليتحد مع دولة القوميات السلافية للسلوفينيين والكروات والصرب؛ فانضمت مملكة صربيا للاتحاد في 1 ديسمبر 1918، وسميت البلاد مملكة الصرب والكروات والسلوفينيين.
رسمت صربيا حدودها الحالية مع نهاية الحرب العالمية الثانية حين أصبحت وحدة فدرالية ضمن جمهورية يوغسلافيا الشعبية الاتحادية (أُعلنت في نوفمبر 1945). بعد تفكك يوغسلافيا خلال سلسلة حروب في التسعينيات من القرن العشرين، أصبحت صربيا مرة أخرى دولة مستقلة في 5 يونيو 2006، بعد انفصالها عن اتحاد قصير الأجل مع مونتينيغرو.

## عصور ما قبل التاريخ
نشأت القبائل البلقانية البدائية في الألفية الأولى والثانية قبل الميلاد. كانت مدينة القبائل المقدونية الشمالية القديمة تقع في جنوب صربيا (كيل كرسيفكا). غزت قبيلة سكوردسيكي السلتية معظم صربيا في عام 279 قبل الميلاد، وبَنت عدة حصون على امتداد الإقليم. غزت الإمبراطورية الرومانية الإقليم في فترة ما بين القرنين الثاني قبل الميلاد والأول الميلادي. واصل الرومان توسيع سينغيدونوم (العاصمة الحديثة بلغراد)، وسيرميوم (سريمسكا متيروفيكا) ونايسوس (نيس)، من بين مراكز أخرى، ونجت بعض بقايا الآثار الشهيرة، مثل فيا ميليتاريس، جسر تراجان، ديانا، فيليكس روماليانا، (أونيسكو) إلخ. ضُمَّت الأجزاء الشمالية إلى مويزا سوبيرير، داسيا ريميسيانا، وداسيا ميديترانيا.
عاشت حضارتا العصر الحجري الحديث ستارسيفو وفينشا في بيلغراد أو بمحاذاتها، وسيطرتا على البلقان (إضافة إلى سيطرتهما على أجزاء من أوروبا الوسطى وآسيا الصغرى) قبل نحو 8500 عام. يعتقد بعض العلماء أن رموز الفيشنا العائدة إلى ما قبل التاريخ تمثل إحدى أقدم الأشكال المعروفة من أنظمة الكتابة (تعود إلى 6000-4000 عام قبل الميلاد).
تعرّضت صربيا بسبب موقعها الاستراتيجي بين قارتين لغزواتٍ من قبل شعوب عدة. استعمر اليونانيون جنوبها في القرن الحادي عشر قبل الميلاد. كانت مدينة كيل كرسيفيكا نقطة الشمال الأقصى لإمبراطورية الاسكندر المقدوني. سيطر التراقيون على صربيا قبل هجرة الإيليريين في الجنوب الغربي. استعمر اليونانيون الجنوب في القرن الرابع قبل الميلاد، كانت مدينة كيل نقطة الشمال الأقصى في إمبراطورية الإسكندر المقدوني.

## العهد الروماني
احتل الرومان أجزاء من صربيا في القرن الثاني قبل الميلاد، في عام 167 قبل الميلاد مع غزوهم للغرب، مؤسسين مقاطعة إيليريكوم، وبقية أجزاء صربيا الوسطى في عام 75 قبل الميلاد، مؤسسين مقاطعة مويسيا. اجتيحت سريم بحلول عام 9 قبل الميلاد وباكا وبانات في عام 106 ميلادي بعد الحروب التراجانية الداقية.
تضمّ صربيا المعاصرة الأقاليم الكلاسيكية مويسيا وبانونيا وأجزاء من دالماتيا وداقيا ومقدونيا. كانت مدينة سيرميوم (سميرسكا ميتروفيكا) الصربية الشمالية من ضمن المدن الأربع الأشد أهمية في الإمبراطورية الرومانية السابقة، إضافة إلى كونها العاصمة خلال الحكم الرباعي. كانت المدن الرئيسية في موينسيا العليا: سينغيدونوم (بيلغراد) فيميناسيوم (تسمّى أحياناً ميونيسيبيوم أيليوم; كوستولاك الحديثة) ريميسيانا (بيلا بالانكا).
وُلد 17 إمبراطورًا رومانيًا في صربيا الحالية. يُعتقد أن 140 حربًا مزقت بيلغراد منذ العصور الرومانية.
في أوائل القرن السادس امتزج سلافيو الجنوب، المتواجدين بأعداد كبيرة على امتداد الإمبراطورية البيزنطية، مع السكان الأصليين (الداقيين الإلياريين، التراقيين) وصهروهم، مشكّلين أساس التكوين الإثني للصرب المعاصرين.

## العصور الوسطى
عاش الصرب في العالم البيزنطي فيما سُمّي الأراضي السلافية، أراض كانت في البداية مستقلًة وخارج السيطرة البيزنطية. أسست سلالة فلاستيميروفيتش الإمارة الصربية في القرن الثامن. في عام 822،» استوطن الصرب في الجزء الأكبر من دالماتيا« وجرى تبنّي المسيحية كدين للدولة حوالي عام 870. في أواسط القرن العاشر دخلت الدولة في اتحاد قبلي امتد حتى شواطئ البحر الأدرياتي عبر نهري نيريتفيا والسافا، ووادي مورافا وبحيرة سكادار، إلا ان الهوية الإثنية الصربية للسكان تبقى مسألة خلافية. في عام 924، نصب الصرب كمينًا لجيش بلغاري صغير وهزموه، مثيرين بذلك حملة ثأرية ضخمة انتهت بضم بلغاريا لصربيا في نهاية ذلك العام. مع شعور القيصر البلغاري صامويل بتهديد من تحالف البيزنطيين ودولة الدوكليا الصربية، هزم القيصر في عام 997 أمير الدولة جوفان فلاديمير وأسره وسيطر مجدداً على الأراضي الصربية. تفككت الدولة بعد موت آخر حاكم فلاديميري معروف; ضم البيزنطيون الإقليم وسيطروا عليه لقرن، حتى عام 1040 حين ثار الصربيون في دوكليا، الإقليم البحري، تحت قيادة ما سيصبح سلالة فوجيسلافجيفتش. في عام 1091، أسست سلالة فوكانوفيتش الإمارة الصربية العظمى، كانت قاعدتها في راسكا (راسيا). توحّد النصفان مجددًا في عام 1142.
في عام 1166، اعتلى ستيفان نيمانيا العرش، مُدشّنًا بداية ازدهار صربيا التي ستكون من الآن فصاعدًا في ظل حكم السلالة النيمانيية. حقق راستكو ابن نيمانيا (سيعرف بعد وفاته بالقديس سافا) استقلال الكنيسة الصربية عن الكنيسة الروسية الأورثوذوكسية عام 1219 وصاغ أقدم دستور معروف، وفي الوقت نفسه أسس ستيفان الأول المملكة الصربية. وصلت صربيا العصور الوسطى إلى ذروتها خلال حكم ستيفان دوشان (1331-1355)، الذي استغل الحرب الأهلية البيزنطية وضاعف من حجم الدولة باحتلال مناطق نحو الجنوب والشرق على حساب بيزنطة، ووصل حتى بيلوبونيس، وتوج أيضًا امبراطورًا على الصرب واليونانيين في عام 1346.
كانت معركة كوسوفو ضد الإمبراطورية العثمانية الصاعدة عام 1389 نقطة تحول وتُعدّ بداية سقوط دولة العصور الوسطى الصربية. حكمت أسرتا لازاريفيتش وبنراكوفيتش النبيلتين الدولة الديستوبية الصربية التي فرضت سلطانها بعد ذلك (في القرنين الخامس عشر والسادس عشر). بعد سقوط القسطنطينية بيد الأتراك عام 1453 وحصار بيلغراد، سقطت الدولة الديسبوتية الصربية في عام 1459 بعد حصار العاصمة المؤقتة سميديريفو. بحلول عام 1455، احتُلّت صربيا الوسطى بالكامل من قبل الإمبراطورية العثمانية. بعد صد الهجمات العثمانية لما يزيد عن 70 عامًا، سقطت بيلغراد أخيرًا في عام 1521، فاتحًة الطريق للتوسع العثماني في أوروبا الوسطى. قاومت فوجفودينا، التي عاش فيها المجريون، الحكم العثماني حتى فترة بعيدة من القرن السادس عشر.

## التاريخ الحديث الباكر

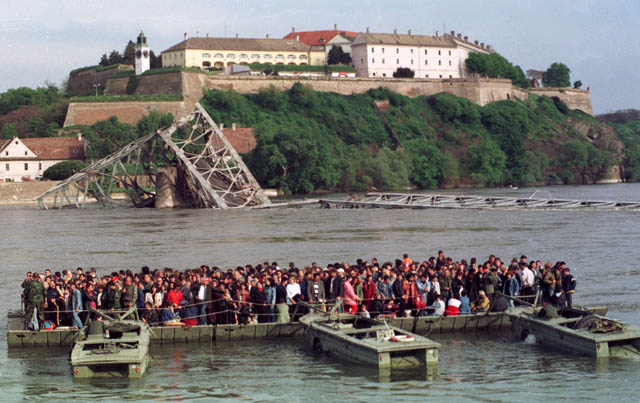
قصف الناتو ليوغوسلافيا الاتحادية في عام 1999

### الحكم العثماني
استمرت بوسنا العصور الوسطى وزيتا حتى عام 1496. استعادت سلالة برانكوفيتش الإمارة الصربية بعد سنوات قليلة من سقوط الديسبوتية الصربية. حُكمت الإمارة من قبل نبلاء صربيين منفيين ودامت حتى عام 1450 حين سقطت بيد العثمانيين.
منذ القرن الرابع عشر فصاعدًا بدأ عدد متزايد من الصرب بالهجرة نحو الشمال إلى إقليم يُعرف اليوم بفوجفودينا، الذي كان تحت حكم مملكة المجر في ذلك الوقت. شجّع الملوك المجريون هجرة الصرب إلى المملكة، وعيّنوا العديد منهم كجنود وحرس للحدود. خلال الصراع بين الدولة العثمانية والمجر، قامت هذه المجموعات الصربية بمحاولة لاستعادة الدولة الصربية. هزمت الإمبراطورية العثمانية الجيش المجري في معركة موهاج في 29 أغسطس عام 1526. بعد المعركة بفترة قصيرة، أسس قائد المرتزقة الصرب في المجر، يوفان نيناد، حكمه في ما يُعرف اليوم بفوجفودينا. أنشأ دولة مستقلة سرعان ما ستزول وكانت عاصمتها سوبتيتسا. هزم الملك يانوش زابوليا يوفان نيناد عام 1527.

## التاريخ الحديث

### الثورة الصربية وإمكانية الحكم الذاتي (1804-1878)

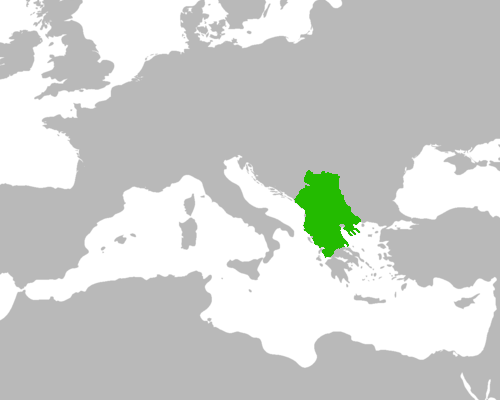
الحدود التقريبية للإمبراطورية الصربية في 1350.

يستكشف دايفيد ماكنزي التقاليد الشعبية الصربية للشعر الحربي الملحمي الذي يرجع تاريخه إلى القرن الرابع عشر، والذي يحيي ذكرى الهزيمة الصربية في معركة كوسوفو (1389). حفزت هذه الهزيمة مقاومة واسعة النطاق للحكم لعثماني وعززت ظهور الوعي الوطني الصربي بين عامي 1804 و1815. كانت الرسالة هي البطولة وليس الدقة.
اكتسبت صربيا استقلالها من الإمبراطورية العثمانية من خلال ثورتين، الأولى في عام 1804 (قادها كاراجورجي) والثانية في عام 1815 (قادها أوبرينوفيش)، إلا أن القوات التركية ظلت تحمي حدود العاصمة بلغراد حتى عام 1867. مُنحت إمارة صربيا في عام 1817 الاستقلال الفعلي من الإمبراطورية العثمانية. ضغط كبار المسؤولون في الإمبراطورية النمساوية المجرية للحصول على الموافقة العثمانية على دستور عام 1869 الليبرالي لصربيا، والتي اعتمدت على الباب العالي للموافقة النهائية. تمثلت إستراتيجية فيينا بأن النظام السياسي الليبرالي في صربيا من شأنه أن يحول دوافعها إلى إثارة الاضطرابات القومية داخل جيرانها، وأيضًا أن يأخر جهودها لكسب الأراضي على حساب الإمبراطورية العثمانية.
لم يشن الصرب ثورة وطنية فحسب، بل ثورة اجتماعية أيضًا. في عملية الوحدة الوطنية، خضعت صربيا لقدر من التحديث. شملت النجاحات التحرر من الحكم الأجنبي واستحواذ الفلاحين على الأرض وأصبحت بلغراد المركز السياسي والثقافي وانتشر اعتماد المعايير الأوربية الحديثة والمؤسسات الاقتصادية. ينعكس نجاح أقل في التأخير الطويل وخيبة الأمل والفقر الشديد المستمر والهوة المتزايدة بين النخبة الحضرية الحديثة والفلاحين التقليديين.

### إمارة/ مملكة صربيا (1878- 1918)
أصبحت الإمارة ذات الحكم الذاتي دولة مستقلة معترفًا بها دوليًا بعد الحرب الروسية التركية في عام 1878. ظلت صربيا إمارة حتى عام 1882، إذ أصبحت حينها مملكة، تدور فيها السياسة الداخلية إلى حد كبير حول التنافس بين أسرتي أوبرينوفيش وكارادورفيتش.
تميزت هذه الفترة بالتناوب بين سلالتين تنحدران من دوردي بيتروفيتس- كارادوردي، زعيم الانتفاضة الصربية الأولى وميلو أوبرينوفيتس، زعيم الانتفاضة الصربية الثانية. تميز المزيد من التطوير في صربيا بالتقدم العام في الاقتصاد والثقافة والفنون، ويعزى ذلك أساسًا إلى سياسة الدولة الحكيمة لإرسال الشباب إلى العواصم الأوروبية للحصول على التعليم. ساهم هؤلاء جميعًا في إعادة روح جديدة ونظام جديد من القيم. كانت إحدى المظاهر الخارجية للتحول الذي تمر به المقاطعة التركية السابقة، إعلان مقاطعة صربيا عام 1882.
خلال ثورات عام 1848، أعلن الصرب في الإمبراطورية النمساوية المقاطعة الصربية المتمتعة بالحكم الذاتي والمعروفة باسم فويفودينا الصربية. بقرار من الإمبراطور النمساوي، في نوفمبر من عام 1849، تحولت هذه المقاطعة إلى أرض التاج النمساوية المعروفة باسم مقاطعة صربيا وتيميس بانات. أُلغيت المقاطعة في عام 1860، ضد إرادة الصرب، إلا أن الصرب من المنطقة اكتسبوا فرصة أخرى لتحقيق مطالبهم السياسية في عام 1918. تُعرف هذه المنطقة اليوم باسم فويفودينا.
احتجت صربيا في عام 1885، على توحيد بلغاريا وشرق روملي وهاجمت بلغاريا. يُعرف هذا أيضًا باسم الحرب البلغارية الصربية. خسرت صربيا الحرب، بالرغم من امتلاكها أفضل الأسلحة والقادة الماهرين.
أصبحت صربيا دولة في النصف الثاني من القرن التاسع عشر باعتبارها مملكة صربيا. وهكذا، أصبحت جزءًا من كوكبة الدول الأوروبية وتأسست بذلك الأحزاب السياسية الأولى، مما أعطى زخمًا جديدًا لحياة السياسية. جلب الانقلاب الذي حصل في مايو من عام 1903، حفيد كارادوردي إلى العرش ولُقب بالملك بيتر الأول، مما فتح الطريق للديمقراطية البرلمانية في صربيا. بعد تلقي التعليم الأوروبي، ترجم هذا الملك الليبرالي كتاب «عن الحرية» لمؤلفه الفيلسوف جون ستيورات مل وقدم لبلده دستورًا ديمقراطيًا. بدأت فترة من الحكومة البرلمانية والحرية السياسية التي انقطعت بسبب اندلاع حروب التحرير.
امتلكت صربيا العديد من الأهداف الوطنية. نظرت الأعداد الكبيرة من الصرب التي تعيش في البوسنة إلى صربيا باعتبارها محورًا لقوميتهم، لكنهم كانوا محكومين من قبل الالمان في الإمبراطورية النمساوية. قرب ضم النمسا للبوسنة في عام 1908 الشعب الصربي من بعضه. أقسم المتآمرون على الانتقام الذي حققوه في عام 1914 باغتيال الوريث النمساوي. حلم المثقفون الصربيون بدولة سلافية جنوبية، والتي أصبحت في العشرينيات من القرن العشرين ما يعرف بيوغوسلافيا.
صربيا دولة غير ساحلية، لذلك فقد شعرت بالحاجة إلى الوصول للبحر الأبيض المتوسط وفضلت أن يكون ذلك عن طريق البحر الأدرياتيكي. عملت النمسا بجد لمنع الوصول الصربي إلى البحر، فقد ساعدت مثلًا في إنشاء ألبانيا في عام 1912. امتلكت مونتينيغرو حليف صربيا الوحيد ميناءً صغيرًا، لكن المناطق النمساوية تدخلت وحظرت الوصول إليه، إلى أن استحوذت صربيا على نوفي بازار وجزء من مقدونيا من تركيا في عام 1913. منعت بلغاريا في الجنوب الوصول الصربي إلى بحر إيجة.
شكلت صربيا واليونان ومونتينيغرو وبلغاريا اتحاد البلقان الذي خاض حربًا مع العثمانيين بين عامي 1912- 1913. فاز الاتحاد بشكل حاسم وطرد تلك الإمبراطورية من كل البلقان تقريبًا. كان العدو الرئيسي المتبقي هو النمسا التي رفضت بشدة القومية السلافية والقومية الصربية وكانت على استعداد لشن حرب لإنهاء هذه التهديدات. إن القومية العرقية من شأنها أن تقضي على الإمبراطورية النمساوية المجرية متعددة الثقافات. من شأن التوسع الصربي أن يمنع الطموحات النمساوية والألمانية في خطوط السكك الحديدية المباشرة إلى القسطنطينية والشرق الأوسط. اعتمدت صربيا في المقام الأول على روسيا لدعم القوة العظمى، لكن روسيا كانت مترددة للغاية في بداية الأمر وبقيت على حذر. مع ذلك، عكست مواقفها في عام 1914 ووعدت بدعم صربيا عسكريًا.